# Канільйо
Канільйо (кат. Canillo) — одна з семи громад Андорри. Розташована на північному сході країни.
Адміністративний центр — Канільйо, маленьке містечко, розташоване за 5 км від гірськолижної станції Сольдеу. Головною  пам'яткою Канільйо є льодовий палац — Palau de Gel, а також середньовічна церква San Joan de Caselles.

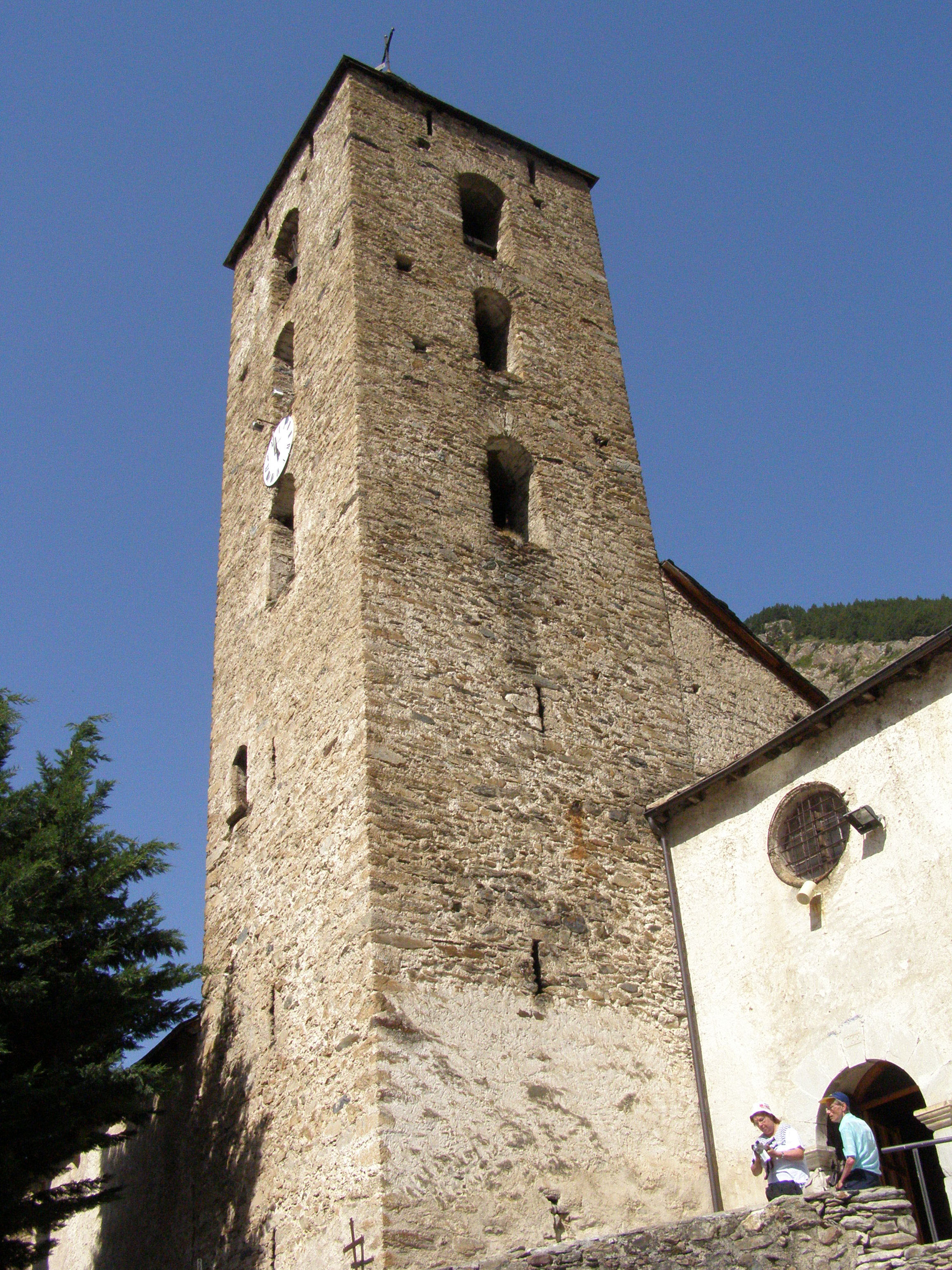
Sant Joan de Caselles
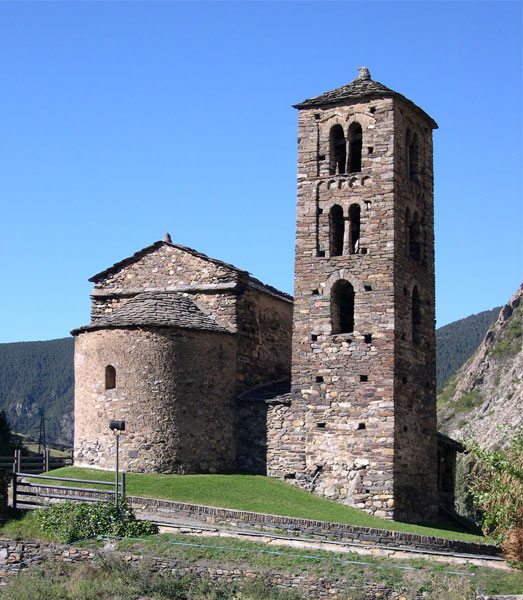
Sant Joan de Caselles

## Населені пункти громади
| №  | Населені пункти     | Населення, чол. (2012) |
| -- | ------------------- | ---------------------- |
| 1  | Ельдоса де Канільйо | 232                    |
| 2  | Канільйо            | 2186                   |
| 3  | Ель-Форн            | 56                     |
| 4  | Інцлес              | 643                    |
| 5  | Меріткселл          | 66                     |
| 6  | Планс               | 54                     |
| 7  | Пратс               | 40                     |
| 8  | Рансоль             | 216                    |
| 9  | Сольдеу             | 945                    |
| 10 | Ель-Тареер          | 1454                   |
| 11 | Ель-Вілар           | 11                     |